# آيت عثمان (كروشن)
آيت عثمان هي إحدى مشيخات المملكة المغربية، تتبع جغرافيا لإقليم خنيفرة وإداريًا لكروشن. يقدر عدد سكانها بـ 9958 نسمة حسب الإحصاء الرسمي للسكان والسكنى لسنة 2004.